# 森井康順
森井 康順（もりい やすゆき、1984年-　）は日本のデザイナー。滋賀県生まれ。MOGPLANを設立した。

## 年表
- 1984年9月10日- 滋賀県守山市に生まれる[要出典]。
- 2000〜2002-1歳の頃から独学でインテリアを学び始め、インテリアデザイン学科卒業後実務に勤しむ。
- 2003〜2010年-関西で大手ゼネコンの商業施設、マンションの現場監理や建築事務所KADeLでの個人住宅や小規模店舗を多く手がける。
- 2010年-デザイン事務所であるMOGPLANを大阪に設立。独立後間もなく南大阪にて個人住宅[2]。を建設。その後、関西を中心に個人住宅や小規模店舗、ホテル等の空間設計、設計監理のみならずグラフィックデザインも手がける。

## 作品
| 竣工年 | 名称                             | 所在地   | 国   | 備考 |
| ------ | -------------------------------- | -------- | ---- | ---- |
| 2010   | 二世帯リノベーションプロジェクト | 八尾市   | 日本 |      |
| 2010   | 猫とともに暮らす家               | 藤井寺市 | 日本 |      |
| 2011   | 神中道場                         | 鯖江市   | 日本 |      |